# Хлорид циркония(III)
Хлорид циркония(III) — неорганическое соединение, соль металла циркония и соляной кислоты с формулой ZrCl3, чёрные кристаллы, реагирует с водой.

## Получение
- Восстановление хлорида циркония(IV) алюминием в запаянной ампуле:

{\displaystyle {\mathsf {3ZrCl_{4}+Al\ {\xrightarrow {350^{o}C}}\ 3ZrCl_{3}+AlCl_{3}}}}

## Физические свойства
Хлорид циркония(III) образует чёрные кристаллы
гексагональной сингонии.

## Химические свойства
- Реагирует с водой:

{\displaystyle {\mathsf {2ZrCl_{3}+2H_{2}O\ {\xrightarrow {}}\ 2ZrOCl_{2}+H_{2}\uparrow +2HCl}}}
- Диспропорционирует при нагревании:

{\displaystyle {\mathsf {2ZrCl_{3}\ {\xrightarrow {330^{o}C}}\ ZrCl_{4}+ZrCl_{2}}}}